# Passacaglia (Webern)
Die Passacaglia d-Moll op.1 ist eine Passacaglia für Orchester von Anton Webern. Sie wurde 1908 komponiert und noch im selben Jahr am 4. November im Wiener Musikverein uraufgeführt. Die Spieldauer beträgt ungefähr 10 Minuten. Das Werk entstand zu Ende des musikalischen Studiums und ist eines der längsten Stücke Weberns überhaupt.

## Orchesterbesetzung
Das Orchester besteht aus der spätromantischen Streicherbesetzung, dreifachen Holzbläsern, vier Hörnern, drei Trompeten, drei Posaunen, einer Basstuba, Schlagzeug und einer Harfe.

## Musik
Das Werk weist sich vor allem durch seine kontrapunktischen Linien und den expressiven Ausdrucksgestus aus. Es besitzt zudem kammermusikalische Ansätze.
Das Passacaglia-Thema, das aus den acht jeweils voneinander durch Viertelpausen getrennten Tönen d-cis-b-as-f-e-a-d besteht, wird zu Beginn des Stücks von den Streichern in acht Takten vorgestellt. Dieses Thema wird im Laufe der Zeit immer weiter abgebaut, stattdessen werden vordergründig Gegenmelodien präsentiert, die schon früher als Kontrapunkte in den ersten Variationen des Grundthemas vorkamen. Dieses bleibt dabei nicht nur im Bass stecken, sondern wird auch in versteckter Art und Weise in den Mittel- und Oberstimmen immer wieder verwendet, ohne dabei herauszustechen. Währenddessen lässt Webern zum jeweils im Vordergrund stehenden Motiv kontrapunktische Linien blühen. 
Das Stück wird in seinem Verlauf immer weiter aufgebaut, besitzt einen lyrischen Mittelteil und endet in einer Fortissimo-Passage, der ein ruhiger Ausklang ins Pianissimo folgt.